# Арсеньєвське сільське поселення
Арсе́ньєвське сільське поселення (рос. Арсеньевское сельское поселение) — сільське поселення у складі Нанайського району Хабаровського краю Росії.
Адміністративний центр — село Арсеньєво.

## Населення
Населення сільського поселення становить 380 осіб (2019; 422 у 2010, 486 у 2002).

## Склад
До складу сільського поселення входять:
| Населений пункт | Населення, осіб (2002) | Населення, осіб (2010) |
| --------------- | ---------------------- | ---------------------- |
| Арсеньєво, село | 413                    | 334                    |
| Уні, село       | 73                     | 88                     |